# Newport (Nebraska)
Newport è un comune degli Stati Uniti d'America, situato nello Stato del Nebraska, nella contea di Rock.